# Omega Leonis
Omega Leonis (ω Leonis, förkortat Omega Leo, ω Leo)  är en dubbelstjärna belägen i den sydöstra delen av stjärnbilden Lejonet. Den har en kombinerad skenbar magnitud på 5,42, är synlig för blotta ögat där ljusföroreningar ej förekommer. Baserat på parallaxmätning inom Hipparcosuppdraget på ca 30,2 mas, beräknas den befinna sig på ett avstånd på ca 108 ljusår (ca 33 parsek) från solen. På grund av dess position nära ekliptikan är stjärnan föremål för ockultationer med Månen, och eventuellt med planeter. Den är belägen i den tunna skivan av Vintergatan.

## Egenskaper
Primärstjärnan Omega Leonis A är en gul till vit stjärna i huvudserien av spektralklass G1 V. Den har en beräknad massa som är ca 35 procent större än solens massa, en radie som är ca 2,5 gånger större än solens och utsänder från dess fotosfär ca 6 gånger mera energi än solen vid en effektiv temperatur av ca 5 900 K.
Omega Leonis är en spektroskopisk dubbelstjärna med en omloppsperiod på 116,8 år och en excentricitet på 0,56. År 2010 visade interferometriska observationer en vinkelseparation på 738 ± 10 mas mellan de två stjärnorna vid en positionsvinkel på 102,7 ± 0,6°.